# Mnesikles

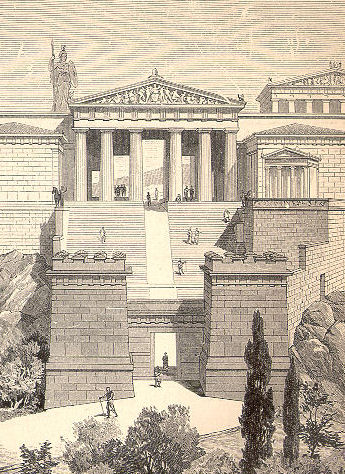
Propyleje

Mnesikles – architekt grecki, działający w Atenach. Zrealizował na Akropolu monumentalne Propyleje (437-432 p.n.e.). Przypisuje mu się także projekt Erechtejonu (421-406 p.n.e.) na Akropolu w Atenach.